# Romualdo de Toledo y Sanz
Romualdo de Toledo y Sanz (San Sebastián, 11 de septiembre de 1938 - Madrid, 24 de noviembre de 1988) fue un economista y abogado español. Era hijo del político tradicionalista Romualdo de Toledo y Robles y primo hermano del célebre diplomático Ángel Sanz Briz.
En 1971 fue uno de los dieciséis fundadores del Grupo 16, que editó el semanario Cambio 16 y posteriormente el Diario 16. Fue vicepresidente del Grupo 16, Director general del Diario 16 y vicepresidente de Inpulsa, además de director general de Inmoda, de Cambio Rusconi y de Información y Sonido, y editor de Motor 16.